# João Só
João Só, nome artístico de João Evangelista de Melo Fortes (Teresina, 3 de novembro de 1943 — Salvador, 20 de junho de 1992) foi um cantor e compositor brasileiro.
Era o caçula entre os 12 filhos de Tito Fortes e de Irene Couto de Mello, João aprendeu a tocar os primeiros acordes de cavaquinho quando ainda era criança, tendo começado a estudar vários instrumentos aos 15 anos, na época em que veio com a família de Teresina para Salvador. No final dos anos 60, trabalhava na TV Aratu quando adotou o apelido que o tornou famoso - o produtor David Raw perguntara qual era seu nome e o futuro cantor respondeu: "É João, só".
Em 1971 defendeu seu primeiro sucesso, Canção para Janaína, no sexto Festival Internacional da Canção. Em seguida gravou aquele que seria seu maior sucesso, Menina da Ladeira.
Ainda do começo da década de 1970 datam seus outros êxitos: Ando na Velocidade e Copacabana.
A partir de 1978, João Só passou a se dedicar somente a shows, tendo se apresentado centenas de vezes por todo o Brasil, deixando gravados 15 discos e algumas fitas, contendo mais de 40 músicas de sua autoria, nos 20 anos de sua carreira. Entre elas, curiosamente, também compôs o primeiro hino oficial do time de futebol Londrina Esporte Clube, "Bandeira do Meu Coração", na sua campanha de 1977.
O disco Lambada do Amor de 1990 foi o último disco de sua carreira, Lançado especialmente em Alagoas,para a campanha de Renan Calheiros e Cleto Falcão.
Estava descansando na casa de familiares quando faleceu em decorrência de um infarto, aos 48 anos, já esquecido pelo grande público. Deixou apenas um filho, Richard Fortes.